# Ogle repülőtér
Az Ogle repülőtér (IATA: OGL, ICAO: SYGO) Guyana egyik nemzetközi repülőtere, amely a főváros, Georgetown közelében található. Ez a főváros második, kisebb nemzetközi repülőtere. 

## Kifutópályák
A repülőtér futópályái:
- 07/25 (1280 m, beton)

## Légitársaságok és úticélok
2023-ban a Ogle repülőtérről az alábbi járatok indulnak:
| Légitársaság         | Célállomások                                                   |
| -------------------- | -------------------------------------------------------------- |
| Caribbean Airlines   | Barbados, Port of Spain                                        |
| Gum Air              | Paramaribo–Zorg en Hoop                                        |
| Trans Guyana Airways | Kaieteur, Lethem, Paramaribo–Zanderij, Paramaribo–Zorg en Hoop |